# Genta Omotehara
Genta Omotehara (jap. 表原 玄太, Omotehara Genta; * 28. Februar 1996 in Anan, Präfektur Tokushima) ist ein japanischer Fußballspieler.

## Karriere
Genta Omotehara erlernte das Fußballspielen in den Jugendmannschaften vom Anan FC und Vissel Kōbe. Seinen ersten Vertrag unterschrieb er 2014 beim Ehime FC. Der Verein aus Matsuyama, einer Stadt in der Präfektur Ehime auf der Insel Shikoku, spielte in der zweithöchsten Liga des Landes, der J2 League. Bis Ende 2016 absolvierte er für Ehime 46 Zweitligaspiele. 2017 wechselte er zum Ligakonkurrenten Shonan Bellmare. Mit dem Klub aus Hiratsuka wurde er Ende 2017 Meister der zweiten Liga und stieg in die erste Liga auf. Von August 2018 bis Januar 2019 wurde er an den Zweitligisten Tokushima Vortis ausgeliehen. Nach Ende der Ausleihe wurde er von dem Klub aus Tokushima fest verpflichtet. Mit Vortis feierte er 2020 die Zweitligameisterschaft und den Aufstieg in die erste Liga. Nach dem Aufstieg verließ er Vortis und schloss sich im Januar 2021 dem Zweitligisten Matsumoto Yamaga FC an. Nach Ende der Saison 2021 belegte er mit dem Verein aus Matsumoto den letzten Tabellenplatz und musste in die dritte Liga absteigen. Nach der Hinserie 2022 wechselte er zum Regionallisten Tochigi City FC. 2022 feierte er mit dem Verein die Meisterschaft der Kantō Soccer League. 2023 wurde er Vizemeister und qualifizierte sich für die Japanese Regional Football Champions League. Hier wurde man erster und stieg in die dritte Liga auf.

## Erfolge
Shonan Bellmare
- Japanischer Zweitligameister: 2017  ▲
- Japanischer Ligapokalsieger: 2018

Tokushima Vortis
- Japanischer Zweitligameister: 2020   ▲

Tochigi City FC
- Japanischer Viertligameister: 2024  ▲
- Kantō-Regionalliga: 2022
- Japanese Regional Football Champions League: 2023  ▲